# AES Corporation
The AES Corporation (NYSE: AES) är ett amerikanskt globalt energiföretag som producerar-, säljer- och levererar elektricitet uppemot 44 200 megawatt i 27 länder på fem kontinenter. AES:s verksamheter är uppdelade i två delverksamheter där den ena äger och driver kraftverk för att producera och sälja el till mellanhänder, och den andra delverksamheten sköter marknadsföring, försäljning och distribution av el till konsument-, kommersiella- och myndighetskunder.
AES startades 28 januari 1981 vid namn Applied Energy Services och var en konsultfirma inom energisektorn. Grundarna var Roger Sant på USA:s energidepartement och Dennis Bakke på Office of Management and Budget. De två träffades i mitten av 1970-talet när de arbetade för Federal Energy Administration (FEA), som var föregångaren till USA:s energidepartement, under presidentadministrationerna för Richard Nixon och Gerald Ford. De två var drivkrafterna för att få igenom lagen Public Utility Regulatory Policies Act (PURPA) som skulle främja inhemsk förnybar energiproduktion för att bekämpa den amerikanska energikrisen på 1970-talet som uppstod av de båda petroleumkriserna 1973 och 1979. Sant och Bakke förstod under arbetets gång med PURPA att det fanns stora pengar att tjäna eftersom företag skulle slippa många statliga regleringar och bördor som skulle kosta stora belopp. De tog tillfället i akt och startade företaget några år senare.